# ناحیه آنتسیرابه دو
ناحیه آنتسیرابه دو (به لاتین: Antsirabe II District) یک منطقهٔ مسکونی در ماداگاسکار است که در واکینانکاراترا واقع شده‌است. ناحیه آنتسیرابه دو ۲٬۴۷۱٫۳۱ کیلومتر مربع مساحت و ۴۰۶٬۳۵۳ نفر جمعیت دارد.